# 俳句の缶づめ
『俳句の缶づめ』（はいくのかんづめ）は、iモード、EZweb、Yahoo!ケータイで提供されていた公式コンテンツサービス。月曜日から金曜日まで毎日更新され、読者から投稿された俳句や写真が、選者による選考を経て掲載された。2003年4月にiモードでの配信開始。一部のコンテンツは、メールマガジンでの配信も行われた。スマートフォンの興隆などの通信環境の変化により、2012年12月に終了。

## 内容

### あんたは俳人
一週間ごとに異なる兼題（季語）に沿った俳句を読者が投稿。俳人の夏井いつきが選考し、コメントやアドバイスつきで発表した。兼題は一週間ごとに変わり、同じ兼題の俳句が、月曜日から金曜日にかけて掲載された。掲載される曜日ごとに俳句のレベルが高くなり、その週の特選に相当する句が、金曜日の冒頭の句として掲載された。
各曜日のタイトルは、以下のとおり。
- 月曜日　まだまだ俳人
- 火曜日　ちょっくらアドバイス講座
- 水曜日　まあまあ俳人
- 木曜日　そこそこ俳人
- 金曜日　あんたは俳人＋候補

投句の締切は、前週水曜日の23時59分。
兼題は、「ただいま募集中の兼題」として、通常3週間前から掲載。
金曜日の「あんたは俳人」以外では、選ばれた句が、句のパターンなどによる複数のグループに分けて発表がなされ、それぞれのグループの先頭の句は、「見出し句」として、後述のランキングなどに反映されるようになっていた。金曜日の見出し句は、特選扱いの一句だけ。

### 二字の架け橋
俳句のしりとり。
コーナー冒頭に掲載された俳句の最後の2文字（濁音・撥音は区別しない）から始まる投稿俳句を、俳人のらまるが選考してコメント付きで掲載。当日投句されたうちの最優秀句が翌日のコーナー冒頭に掲載され、次の俳句につながることになる。コーナー冒頭掲載句の作者を二字の架け橋にちなんで「ニジラー」と称した。
月曜日から金曜日まで毎日更新。投句の締切は、当日の14時。

### 俳ショット
あんたは俳人と同じ季語をテーマとした写真投稿を、キム・チャンヒが選考してコメント付きで掲載。月曜日から金曜日まで毎日更新。
季語そのものの写真ではなく、季語にふさわしい写真が期待された。キム・チャンヒのコメントの最後は、「・・・・の正解」と締めくくられるのが定番化していた。

### 名句で一コマ
著名な俳句を題材にしたキム・チャンヒ作の一コママンガ。月曜日から金曜日まで毎日更新。キム・チャンヒの代表的キャラクターである「ケンちゃん」や「じい」「じいロボ」などが登場。

### 真ん中埋めるだけ俳句
五・七・五の初めと終わりの五文字がそれぞれ提示され、読者が真ん中の七文字を投稿するコーナー。
一週間ごとに新たなパターンが提示され、投稿が行われた。投稿句は、他の読者による「拍手」と称した投票により評価されるようになっていた。

### 脳に効くアプリ
有料会員に提供されるiアプリ。
俳句の最初の5文字をあてる「マッチングゲーム」、季語の季節をあてる「通勤電車季語一筋」が提供されていた。

### デコメでけんちゃん
デコメールの素材とテンプレート。
キム・チャンヒの描くキャラクターなどが提供されていた。

### My Library

#### ランキング
「あんたは俳人」「二字の架け橋」で投稿句が発表されると、掲載曜日や、見出し句か否かによって重みづけされたポイントが投句者に付与されるようになっており、合計ポイントでの順位が、獲得ポイントとともにランキングとして発表された。
ランキングに掲載された俳号をクリックすると、作者の見出し句掲載履歴が表示され、さらに、見出し句となった俳句、掲載日の発表内容が閲覧できた。

#### お気に入り
有料会員向けサービス。見出し句となった句で気に入ったものを、「お気に入り」のコーナーに保管することができた。

#### 入選履歴
有料会員向けサービス。自分の投稿した句の見出し句入選履歴が表示された。

### バックナンバー
有料会員向けサービス。「あんたは俳人」「二字の架け橋」「俳ショット」「名句で一コマ」のバックナンバーが参照できた。

### 今日のオススメ季語
12星座別に、お薦めの季語を簡単な解説付きで日替わりで表示。
初期設定では、12個の季語が並んで表示されるが、有料会員は、基本星座を設定することで、トップページにその星座に対応する季語が表示されるようになっていた。

### 俳句入門
俳句についての簡単な解説。
- STEP1　俳句の基本は五・七・五
- STEP2　試しに一句読んでみましょう
- STEP3　交通標語と俳句

の3つの章から構成されていた。

### 缶づめ的歳時記
季語検索も可能な簡単な歳時記。
その季語が「あんたは俳人」の兼題として既に扱われていた場合には、その兼題の週の「あんたは俳人」金曜日の発表内容が読めるようになっていた。

### 松山句碑めぐり
松山市に句碑のある句の一覧。作者別・地域別で検索可能。

## 更新
月曜～金曜の午前0時更新。
メルマガは、同日の正午配信。

## 運営
- マルコボ・コム
- ユイ・システム工房

## 料金
当日分の情報閲覧や投稿は無料。
iモード版では、月額315円の有料登録をすると、バックナンバーやランキングの閲覧、アプリのダウンロードが可能となった。
メールマガジンは、郵便貯金口座からの月額300円の引き落としで、「あんたは俳人」「俳SHOT」「殿様ケンちゃん」「二字の架け橋」などが配信された。メールマガジン契約の場合の投稿は、ログインID、パスワードが必要な専用のサイトから行えるようになっていた。

## 変遷
開始当初は、土曜～金曜の毎日更新だった。